# Иркутска област
Иркутска област (рус. Иркутская область) је конститутивни субјект Руске Федерације са статусом области на простору југоисточног дела Сибирског федералног округа у азијском делу Русије.
Административни центар области је град Иркутск.

## Етимологија
Област носи име по административном центру, граду Иркутску. Име града потиче од реке Иркут, у близини који је најпре настао Иркутски затвор 1661. године, а затим се развио и град Иркутск.
Хидроном реке Иркут има више теорија, али постоји сагласност да је то од монголско-бурјатске речи ирху (бурјат. Ырху), која означава снагу, енергију, брзину, окрениње итд.

## Географија
Иркутск је административни центар са популацијом од 594.500 становника. Други већи градови су Ангарск (267.000), Братск (253.600), Усолје-Сибирскоје (104.300), и Уст-Илимск (107.200 становника).

## Становништво
| 1989.     | 2002.     | 2010.     |
| --------- | --------- | --------- |
| 2,830,641 | 2,581,705 | 2,428,750 |

Популација области је 2,77 милиона, од којих 79,6% становништва живи у урбаном делу док 20,4% обитава у руралним деловима. Густина насељености је 3,5 становника по квадратном килметру, док је просечна густина насељености у Русији 8,7.